# Diehl Defence

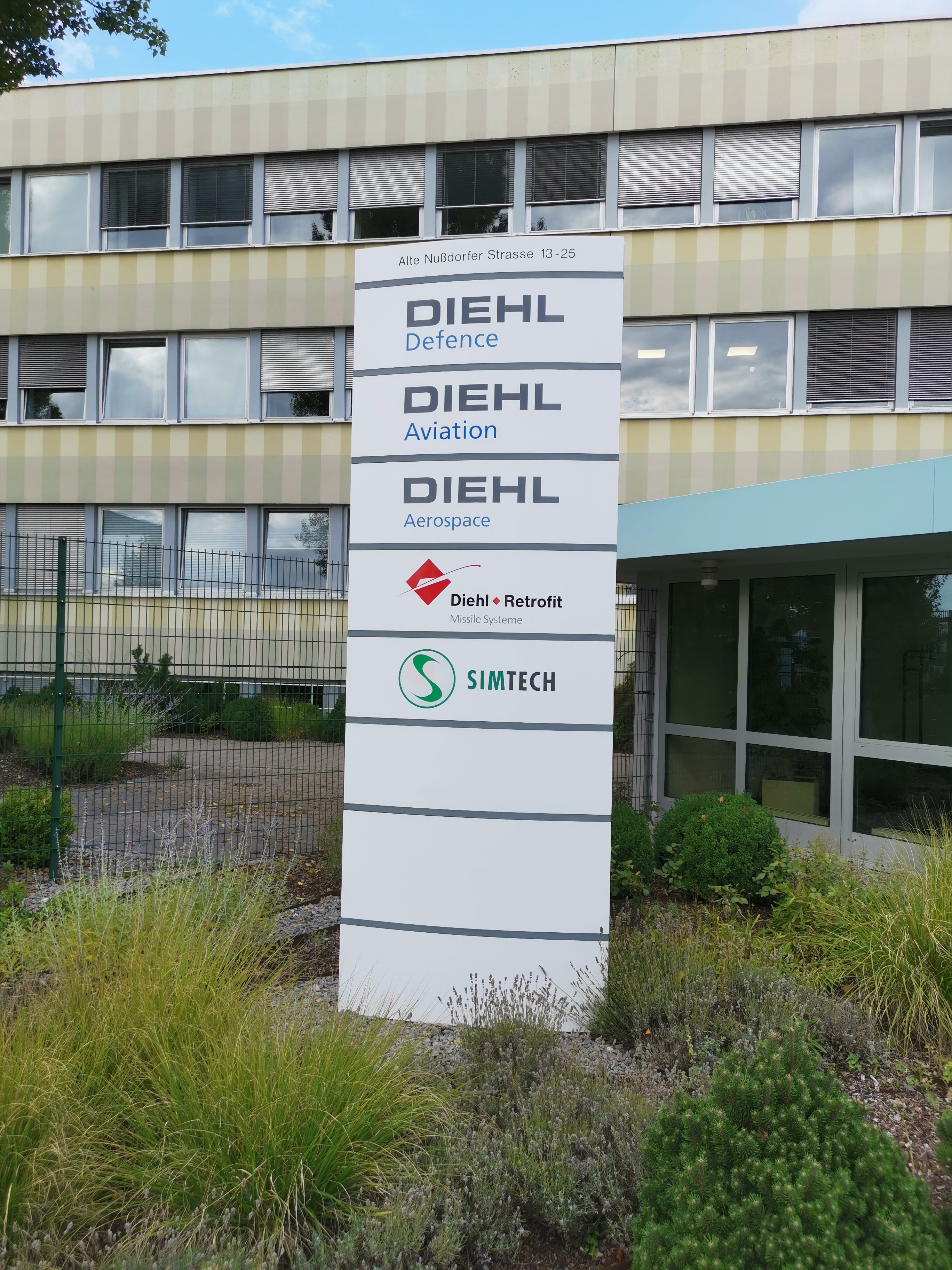
Diehl Defence Firmenschild in Überlingen

Diehl Defence ist ein Teilkonzern und Geschäftsbereich der Unternehmensgruppe Diehl mit Sitz in Überlingen am Bodensee in Baden-Württemberg. Er umfasst alle wehrtechnischen Unternehmenseinheiten des Mutterkonzerns. Die größte Tochtergesellschaft ist Diehl Defence GmbH & Co. KG, da jedoch vor allem im Rüstungsbereich oft für einzelne Projekte Unternehmen gegründet werden, finden sich als Unternehmenseinheiten auch viele Joint Ventures mit anderen Rüstungskonzernen.

## Diehl Defence GmbH & Co. KG

### Geschichte
Das Unternehmen wurde am 17. September 2004 durch Fusion der Gesellschaften Diehl Munitionssysteme GmbH & Co. KG (DMS) und der Bodenseewerk Gerätetechnik GmbH (BGT) gegründet. Während die DMS bereits eine 100%ige Tochter der Diehl Stiftung & Co. KG war, besaß das französische Unternehmen Aérospatiale-Matra als Minderheitsgesellschafterin 20 % der BGT-Anteile, die 1989 von der Diehl-Gruppe erworben worden waren. BGT war aus den Luftfahrtaktivitäten im vormaligen Bodenseewerk hervorgegangen.
Die Diehl-Munitionssysteme haben ihren Ursprung noch vor dem Zweiten Weltkrieg, als das Metallwerk von Diehl als kriegswichtiger Betrieb eingestuft wurde und mit der Produktion von Zündern und Patronen begann.
Ab 1960 war die Bodensee Gerätetechnik Generalunternehmer für das europäische Produktionsprogramm des Luft-Luft-Flugkörpers AIM-9B Sidewinder. Aus dieser Erfahrung wurde ein Zielsuchkopf entwickelt. Diehl Defence ist deswegen Generalunternehmer und Projektkoordinator beim Luft-Luft-Raketenprogramm IRIS-T.
Seit 2008 war die Diehl BGT Defence GmbH & Co. KG Hauptbestandteil des neugeschaffenen Teilkonzerns Diehl Defence.
Diehl Defence ist der deutsche Kooperationspartner der General Atomics Aeronautical Systems für die Produktion und Vermarktung des Predator B auf dem deutschen Markt.
Das Verteidigungsgeschäft der Diehl Stiftung ist seit 1. Februar 2017 unter dem Dach der Diehl Defence GmbH & Co. KG zusammengefasst.

### Tätigkeitsfelder
Das Unternehmen beschäftigt sich heute hauptsächlich mit der Konzeption von Flugkörpersensorik sowie der Programmleitung gelenkter Flugkörper, was sich auch in der viergliedrigen Divisionsstruktur widerspiegelt, die stark durch Flugkörperprodukte und -projekte dominiert wird.
- Flugkörpersysteme Land & See
- Flugkörpersysteme Luft
- Munition und Raketensysteme
- Sensor- und Sicherheitssysteme

### Fertigung
Diehl Defence fertigt an den Standorten der ehemaligen Diehl Munitionssysteme in der Gemeinde Nonnweiler (Saarland, Standorte Braunshausen Werk Mariahütte und Bierfeld Werk Maasberg) und Röthenbach an der Pegnitz Anzündmittel, Mittel-, Großkaliber- und Pioniermunition, sowie pyrotechnische Nebelmunition. Am Standort in Überlingen werden Flugkörperkomponenten wie Suchköpfe und Steuereinheiten gefertigt.

### Kooperationspartner
Die EuroSpike GmbH wurde im Jahr 2004 nach mehreren Jahren erfolgreicher Zusammenarbeit von den Unternehmen Diehl Defence (Überlingen), Rheinmetall Defence Electronics GmbH (Bremen) und Rafael Advanced Defense Systems Ltd. (Haifa/Israel) gegründet.

## Produkte und Konzepte

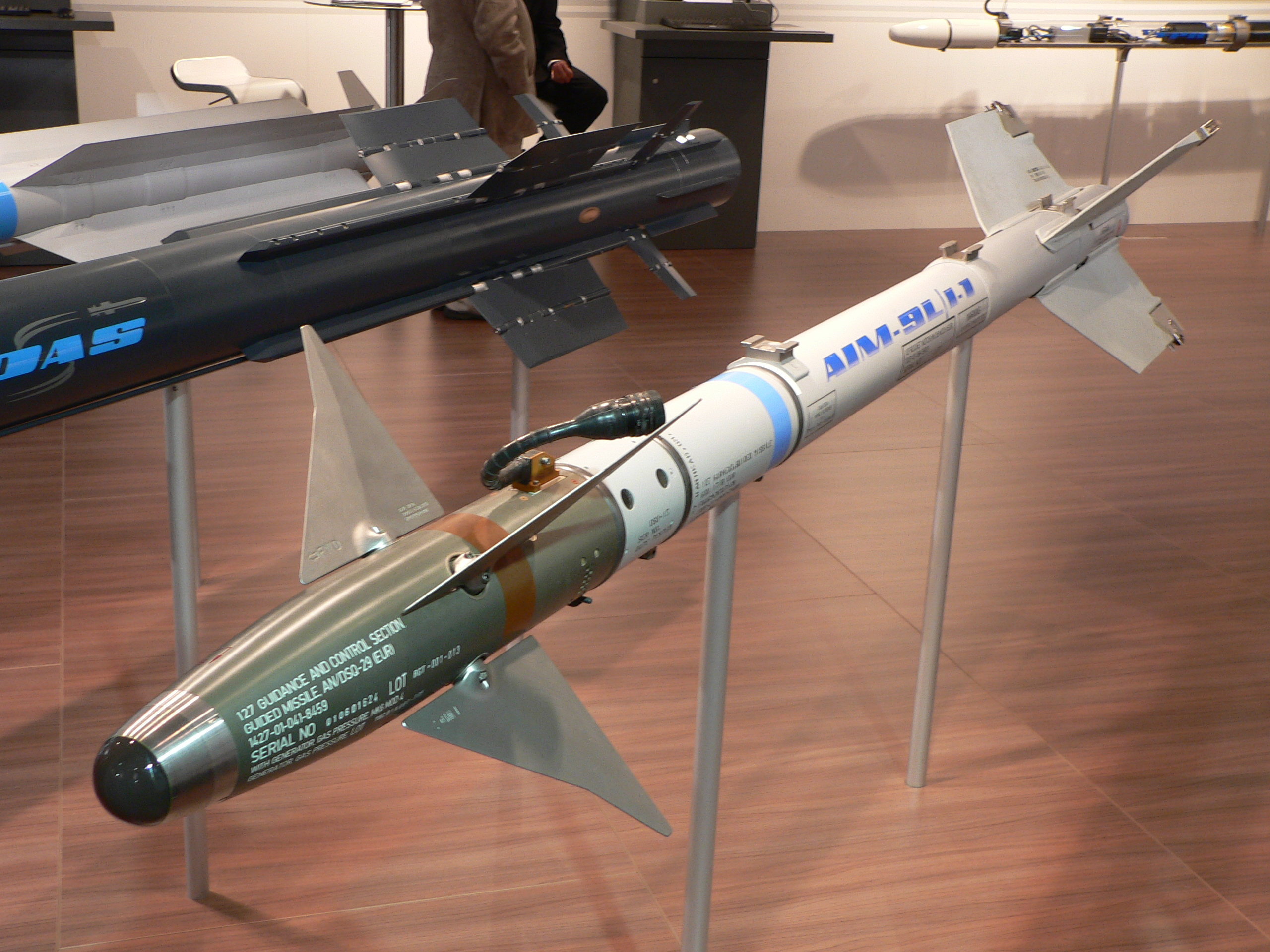
AIM-9 Sidewinder
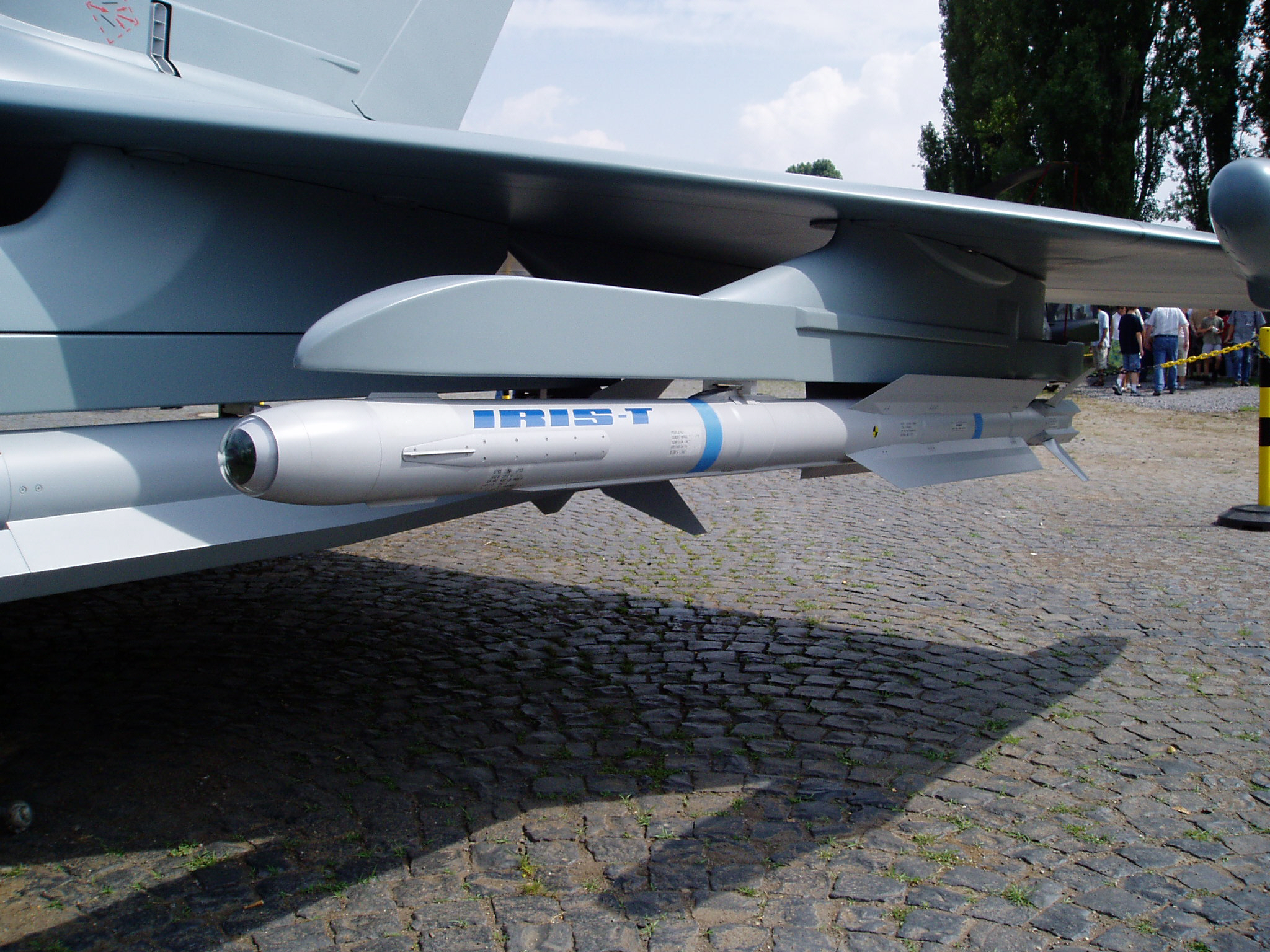
IRIS-T
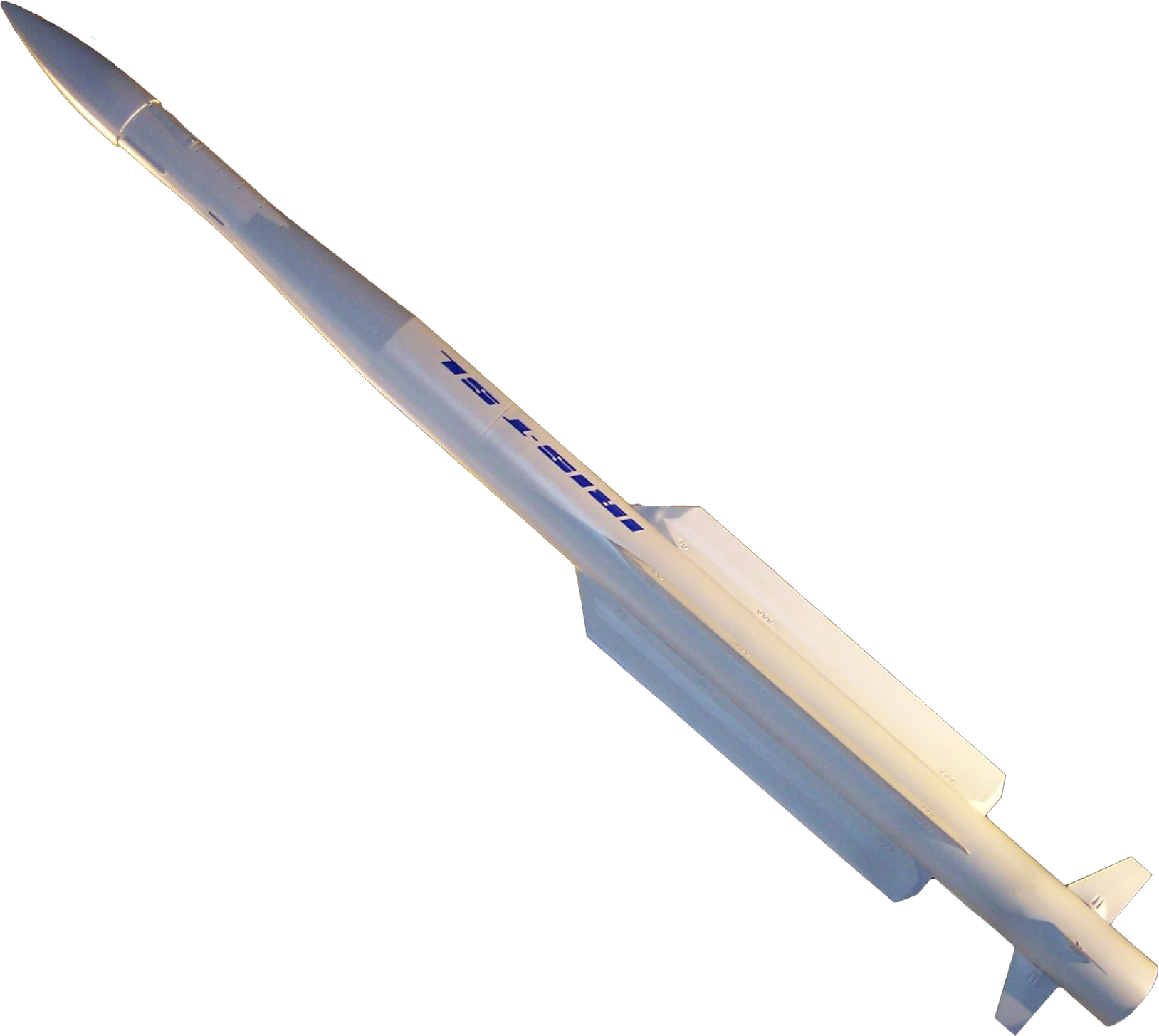
IRIS-T SL
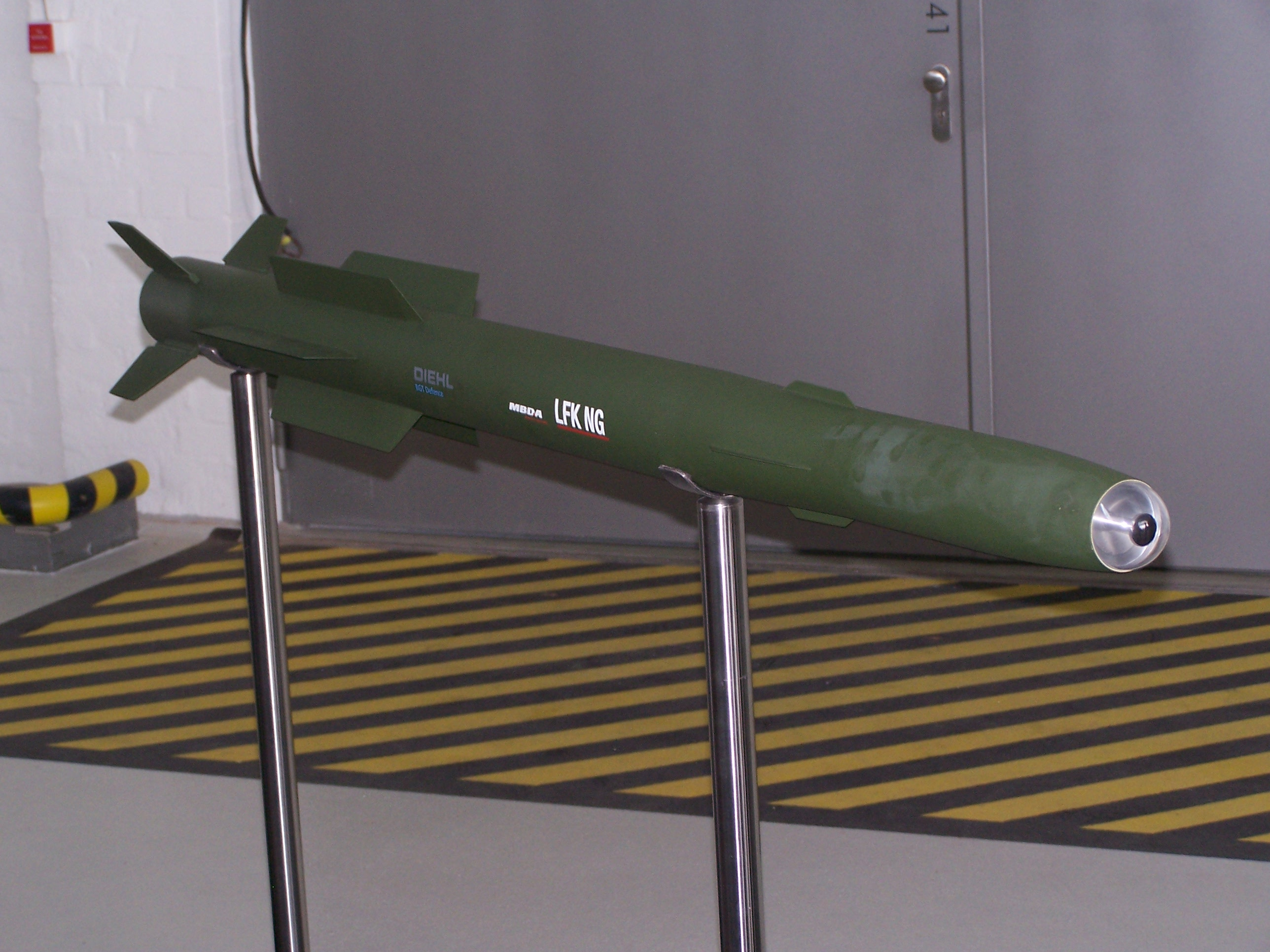
LFK NG
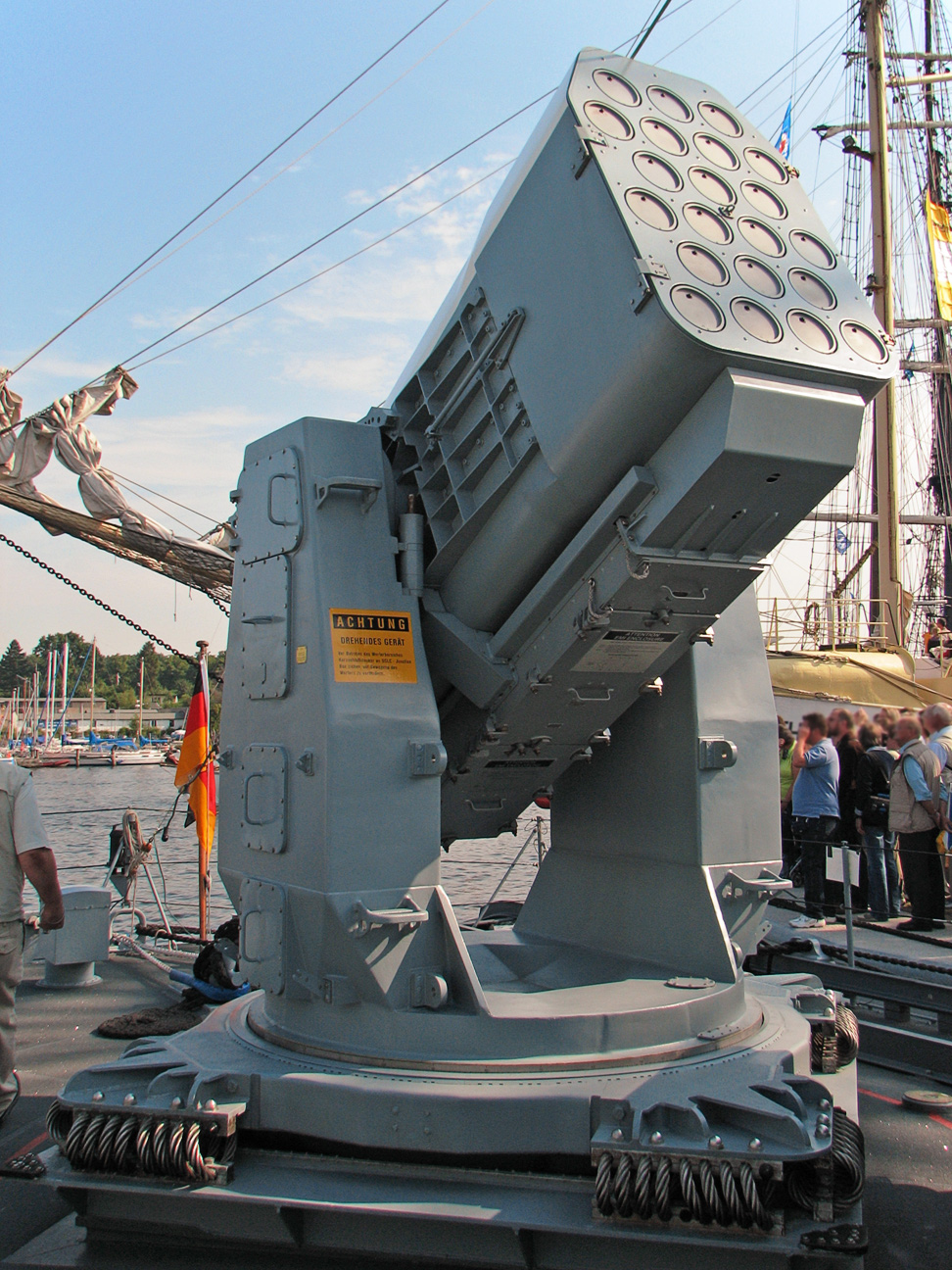
RIM-116 Rolling Airframe Missile
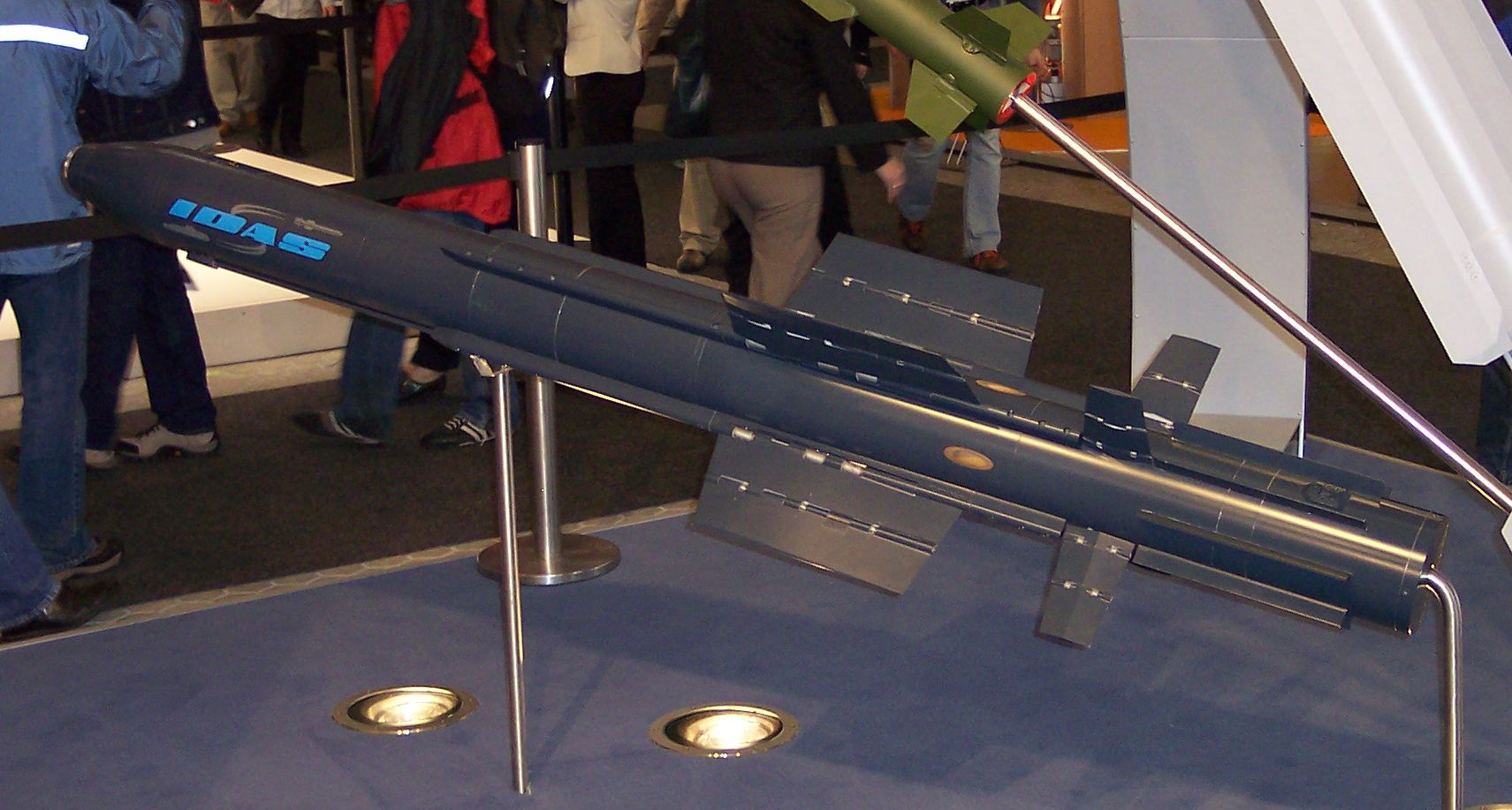
IDAS
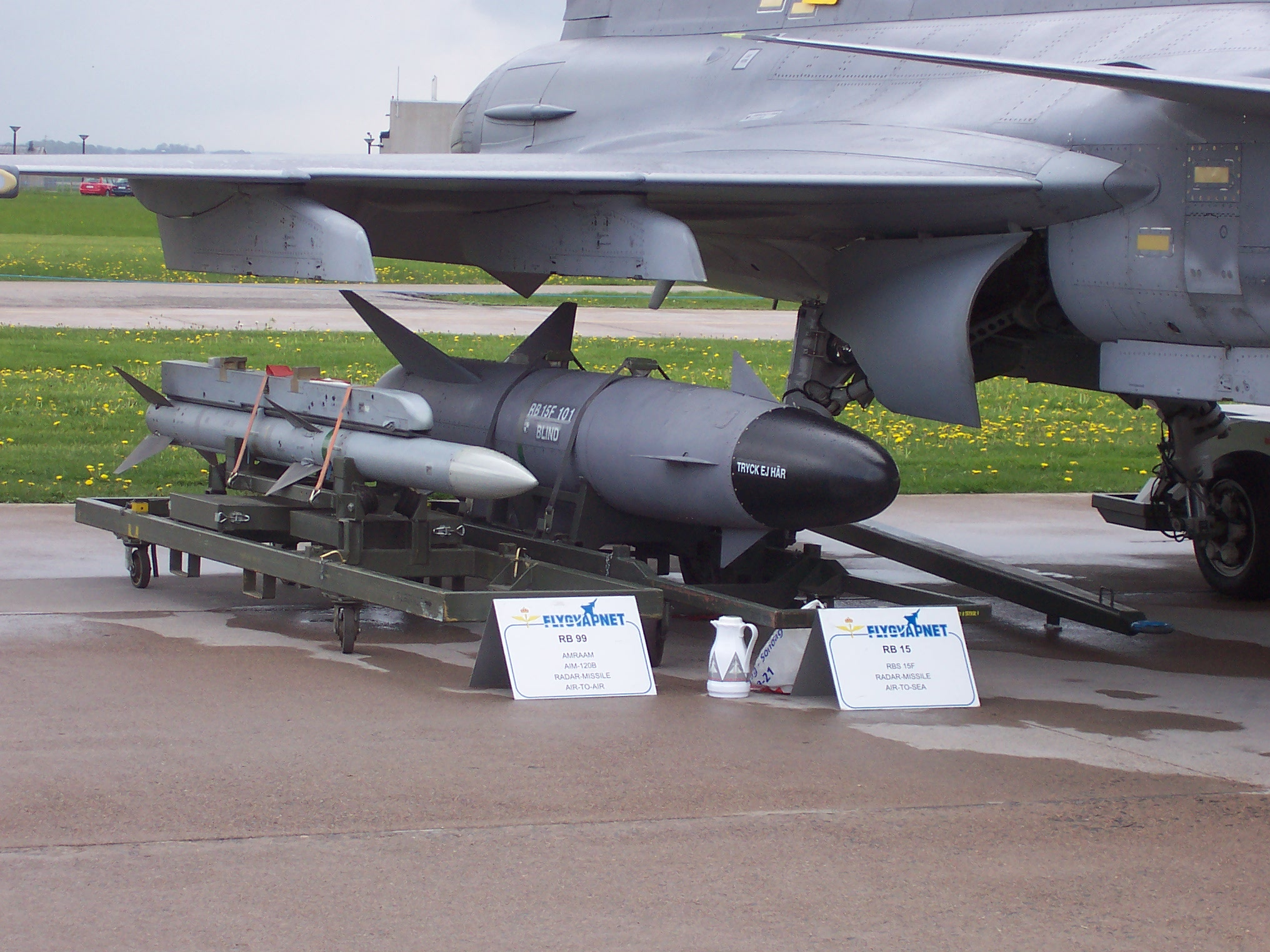
RBS15
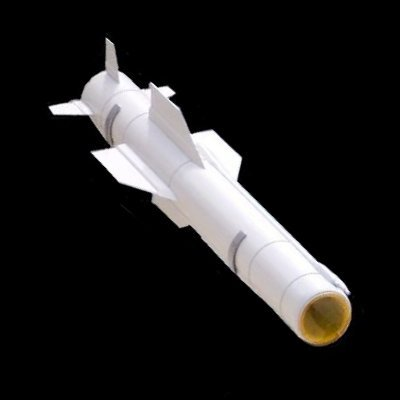
PARS 3 LR
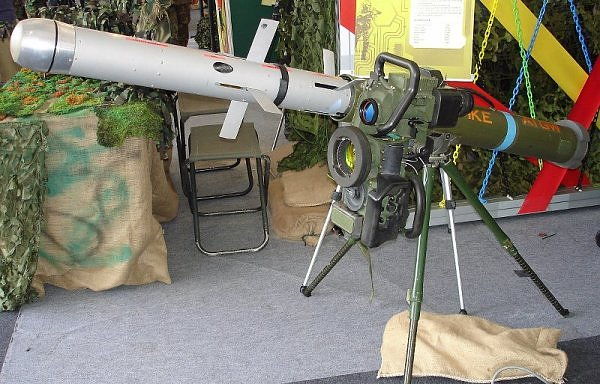
EuroSPIKE
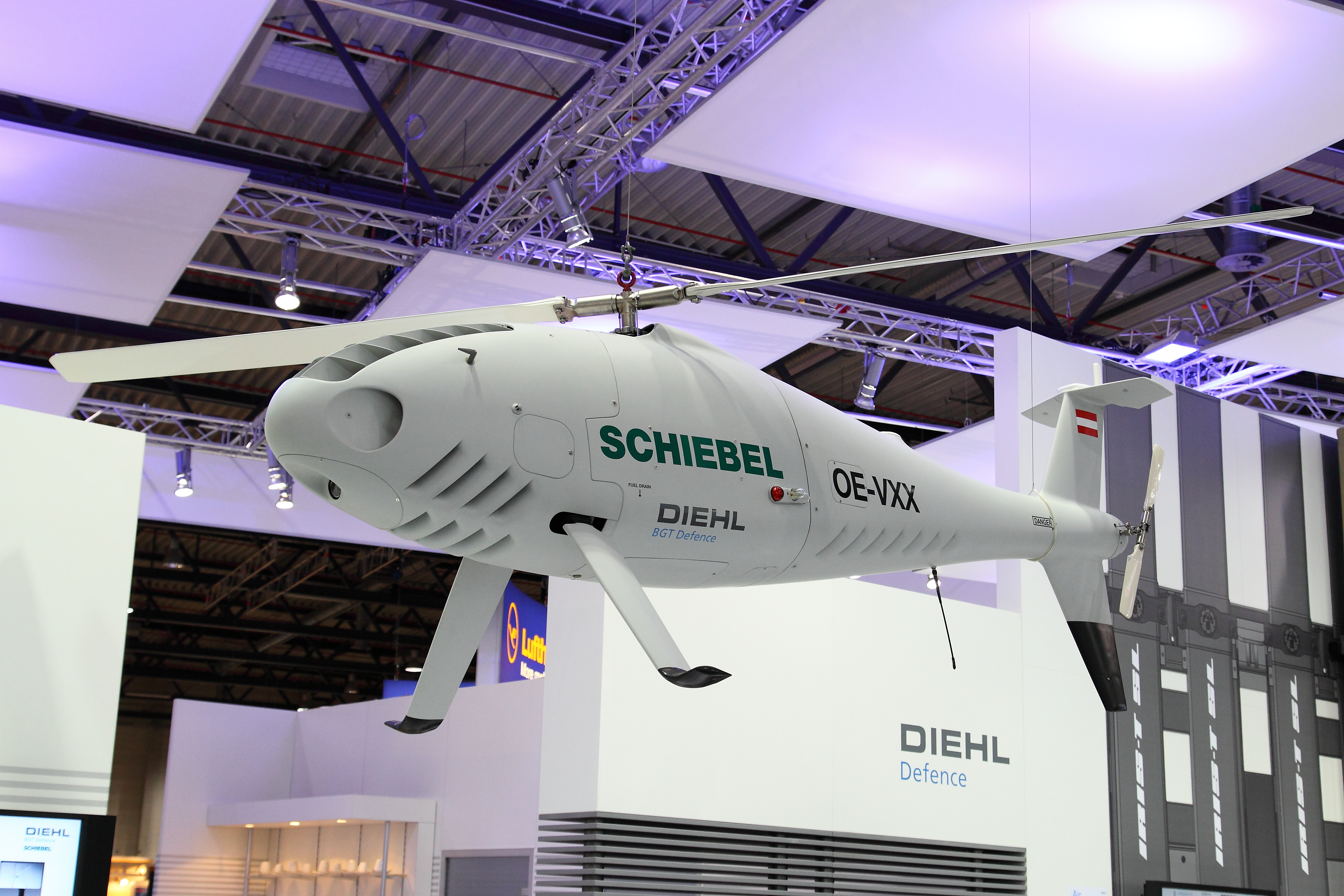
UAV Helicopter

Flugkörper gegen Luftziele
- AIM-9 Sidewinder: Luft-Luft-Rakete
- IRIS-T: Luft-Luft-Rakete / Boden-Luft-Rakete
- IRIS-T SL: Boden-Luft-Rakete
- Lenkflugkörper Neue Generation: Boden-Luft-Rakete
- RIM-116 Rolling Airframe Missile: See-Luft-Rakete zum Nahbereichsschutz
- IDAS: See-Luft-Rakete zur Hubschrauberbekämpfung für U-Boote
- Cicada: Elektrisch angetriebene Boden-Luft-Drohne gegen feindliche Drohnen

Artilleriemunition
- GMLRS: Artillerierakete
- SMArt 155mm: Suchzündermunition für Rohrartillerie

Munition gegen Seeziele
- RBS15: Seezielflugkörper
- Superkavitierender Unterwasserlaufkörper (2005 vorgestellt, nicht bis zur Serienreife entwickelt)

Abwurfmunition
- HOPE/HOSBO: Präzisionsbomben mittlerer Reichweite (Programmstatus unklar, da seit 2008 keine Neuigkeiten mehr in der Presse)

Flugkörper gegen Bodenziele
- PARS 3 LR: Luft-Boden-Panzerabwehrrakete für Hubschrauber
- EUROSPIKE: Panzerabwehrrakete
- ARMIGER: Rakete zur Bekämpfung von Radarsystemen (Programm eingestellt)

Handwaffen
- Bunkerfaust Gefechtskopf
- Handgranate DM51

Selbstschutzsysteme
- Directed Infrared Counter Measures: Lenkflugkörperabwehr für Luftfahrzeuge
- Active Vehicle Protection System (AVePS): Selbstschutzsystem für Landfahrzeuge

Luftverteidigungssysteme
- IRIS-T SLM: Modulares Luftverteidigungssystem kurzer und mittlerer Reichweite

Trainingssysteme
- Flugprofilrekorder (FPR) für Luftfahrzeuge
- In-Flight Electronic Warfare Simulator (IFEWS): EloKa-Simulationssystem für Luftfahrzeuge

Diehl BGT Defence war der deutsche Kooperationspartner der General Atomics Aeronautical Systems für die Produktion und Vermarktung des Predator B auf dem deutschen Markt.

## Einsatz der Systeme
Im Oktober 2022 wurde auf Beschluss der Bundesregierung die erste Einheit des Flugabwehrsystems IRIS-T SLM an die Ukraine geliefert. Drei weitere sollen im kommenden Jahr bereitgestellt werden. Die Finanzierung der „jeweils 140 Millionen teuren Systeme […] ist gesichert.“ Eine Einheit besteht aus den auf Lastwagen installierten Komponenten Radar, Leitstelle und drei Raketenwerfern; sie ist auf „Mehrfachzielbekämpfung und 360-Grad-Rundumschutz“ für Ziele in „bis zu 20 Kilometer Flughöhe und 40 Kilometer Reichweite“ ausgelegt und wird „von 30 bis 40 Soldaten bedient.“